# 苏拉威西啄木

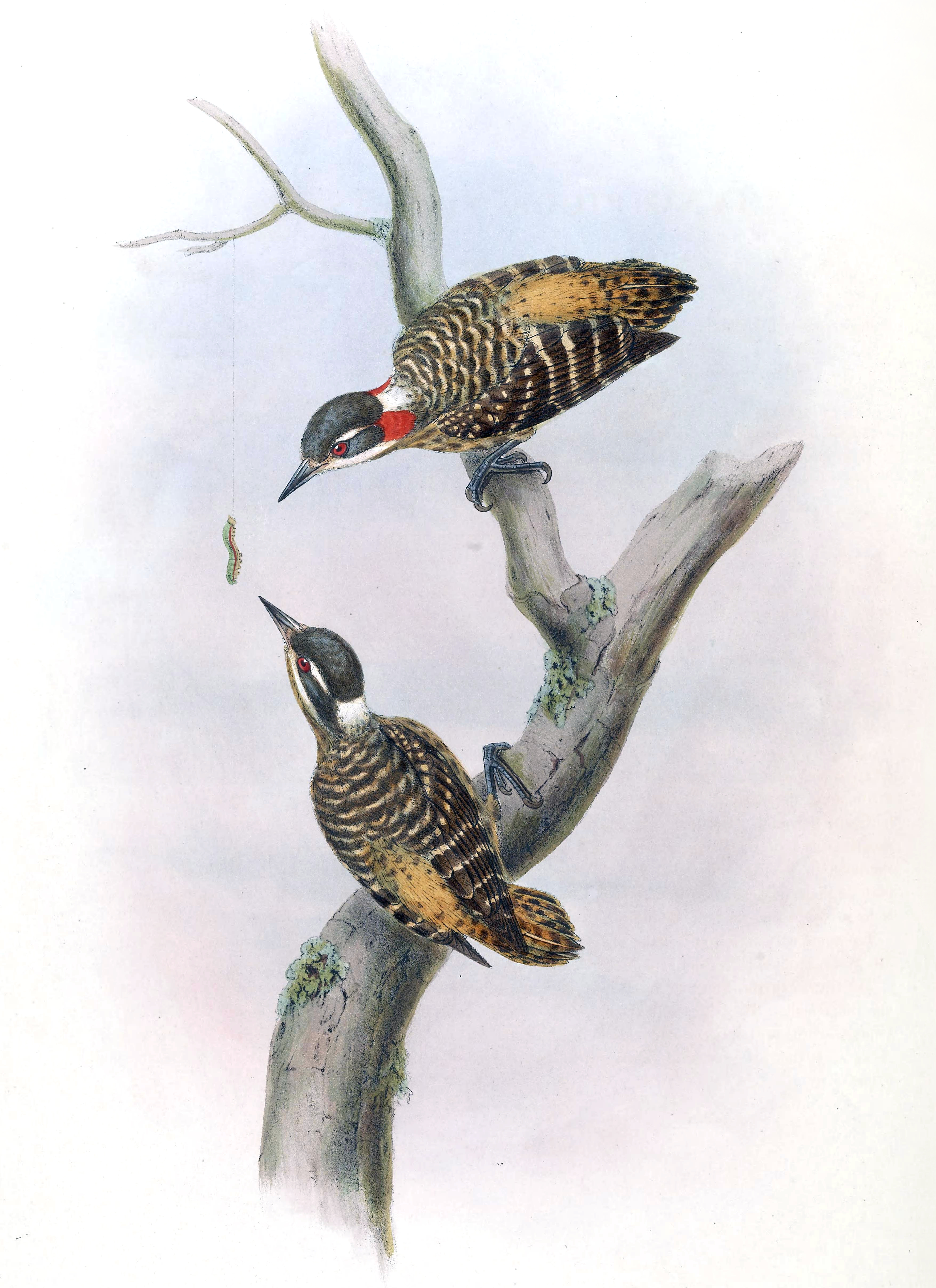
约翰·古尔德的绘画。

，又稱做蘇拉威西啄木鳥，屬於啄木鸟科姬啄木屬。該鳥是印度尼西亚中苏拉威西岛的特有种。其自然栖息地主要为常绿阔叶林和山地闊葉林。一部分分类学权威人士将该物种归入到啄木鳥屬或Picoides属。

## 外部連結
- 维基共享资源上的相關多媒體資源：苏拉威西啄木
- 維基物種上的相關：苏拉威西啄木
- Xeno-canto上有关蘇拉威西啄木的錄音